# AA制
AA制（英語：Going Dutch），意指活動的參與者事前約定「各自分擔所需費用」。通常用於飲食聚會飯局或旅遊等活動場合。其由來起源於16-17世紀的荷蘭，當地屬於最早期進行海上貿易的國家。而因為商人的流動性高，如果吃一頓飯要請客，難保下次還會再碰到面，因此大家決定每次吃飯都各付各的，這樣誰都不會佔便宜或吃虧。

## 意思
「AA」制的意思有下列幾個：
1. 「A」為英文第一個字母，「AA」即表示沒有大小之分，所以各自付賬。後延伸出「AB」制和「A0（AO）」制；「AB」制是指一方負擔大部份，一方負擔小部分、「A0」制是指一方負擔全部賬單，因數字「0」和字母「O」外型相近，故亦稱「AO」制。
2. 「AA」是「Algebraic Average」的縮寫。意思是「代數平均」。意思是按人頭平均分擔賬單。
3. 「AA」是「Arithmetic Average」的縮寫。意思是「算術平均」。意思是按人頭平均分擔賬單。
4. 「AA」是「All Average」的縮寫。意思是「全部平均」。意思是按人頭平均分擔賬單。
5. 「AA」是「All Apart」的縮寫。意思是「全部分開」。意思是各自付賬。
6. 「AA」是「Acting Appointment」的縮寫。意思是「約定行為」，16－17世紀時的荷蘭和威尼斯，是海上商品貿易和早期資源共享資本主義的發跡之地。終日奔波的義大利、荷蘭商人們已衍生出聚時交流訊息、散時各付資費的習俗來。因為商人的流動性很強，一個人請別人的客，被請的人說不定這輩子再也碰不到了，為了大家不吃虧，彼此分攤或分開付費便是最好的選擇了。

## 相關
- 性別平等
- 做東道主（簡稱「做東」）是由一人請客付款。